# Robin Šín
Robin Šín (* 25. května 1982 Kolín) je český politik, lékař a vysokoškolský pedagog, v letech 2006 až 2010 zastupitel města Tachov, od roku 2018 zastupitel města Stříbro v okrese Tachov, v letech 2021 až 2023 místopředseda ČSSD.

## Život
Vystudoval obor všeobecné lékařství na Lékařské fakultě Univerzity Karlovy v Plzni (získal titul MUDr.), dále pak obor management, podnikání a projektové řízení na Business Institutu EDU (získal titul MBA) a obor ochrana obyvatelstva na Fakultě biomedicínského inženýrství Českého vysokého učení technického v Praze (získal titul Ing.). Do roku 2020 studoval také obor veřejné zdravotnictví na pražském pracovišti Vysoké školy zdravotnictví a sociální práce sv. Alžběty v Bratislavě.
Od roku 2010 působí jako výjezdový lékař u Zdravotnické záchranné služby Plzeňského kraje, od března 2017 je také lékařem (specialistou) v rámci Aktivní zálohy Armády ČR. Od února 2019 pracuje též jako lékař ve Fakultní nemocnici Plzeň, a to na Klinice infekčních nemocí a cestovní medicíny. Působí také jako vysokoškolský učitel a asistent pro výuku v oboru infekční lékařství na Lékařské fakultě Univerzity Karlovy v Plzni.
Robin Šín žije ve městě Stříbro v okrese Tachov. Je podruhé ženatý, má tři syny.

## Politické působení
V komunálních volbách v roce 2006 byl jako člen ČSSD zvolen zastupitelem města Tachov. Později se přestěhoval do Stříbra, kde byl zvolen do zastupitelstva města ve volbách v roce 2018 a znovu pak v roce 2022.
Ve volbách do Poslanecké sněmovny PČR v roce 2021 byl lídrem ČSSD v Plzeňském kraji, ale strana se do Sněmovny vůbec nedostala. V prosinci 2021 byl na mimořádném 43. sjezdu ČSSD zvolen místopředsedou strany. Funkci zastával do června 2023.